# Христианство во Франции
Христианство во Франции — самая распространённая религия в стране.
По данным исследовательского центра Pew Research Center в 2010 году во Франции проживало 39,56 млн христиан, которые составляли 63 % населения этой страны. Энциклопедия «Религии мира» Дж. Г. Мелтона оценивает долю христиан в 2010 году в 68,8 % (43 млн верующих).
Крупнейшим направлением христианства в стране является католицизм. В 2000 году во Франции действовало 40,3 тыс. христианских церквей и мест богослужения, принадлежащих 185 различным христианским деноминациям.
Помимо французов, христианами также являются большинство живущих в стране итальянцев, португальцев, фламандцев, испанцев, немцев, армян, бретонцев, англичан, цыган, басков, русских, поляков, каталонцев и др. европейцев. Христианство исповедуют и ряд африканских народов, таких как моси, малагасийцы, фон и др.
В стране действует ряд экуменических объединений. Ещё в 1905 году была создана Французская протестантская федерация. В 1987 году Совет христианских церквей Франции. Две французские церкви (протестантские) являются членами Всемирного совета церквей. Консервативные евангельские церкви страны объединены в Национальный совет евангеликов Франции, связанный со Всемирным евангельским альянсом.